# Joseph Ventaja
Joseph Ventaja, född 4 februari 1930 i Casablanca, död 11 augusti 2003 i Bordeaux, var en fransk boxare.
Ventaja blev olympisk bronsmedaljör i fjädervikt i boxning vid sommarspelen 1952 i Helsingfors.